# 韦尔莱沙特尔
韦尔莱沙特尔（法語：Ver-lès-Chartres，法語發音：[vɛʁ lɛ ʃaʁtʁ]，意为“沙特尔附近的韦尔”）是法国厄尔-卢瓦省的一个市镇，属于沙特尔区。

## 地理
韦尔莱沙特尔（48°23'7"N, 1°28'42"E）面积9.46 平方千米，位于法国中央-卢瓦尔河谷大区厄尔-卢瓦省，该省份为法国北部内陆省份，北起顺时针与厄尔省、伊夫林省、埃松省、卢瓦雷省、卢瓦-谢尔省、萨尔特省和奧恩省接壤。
与韦尔莱沙特尔接壤的市镇（或旧市镇、城区）包括：巴尔茹维尔、科朗塞、达马里、莫朗塞、蒂瓦尔。

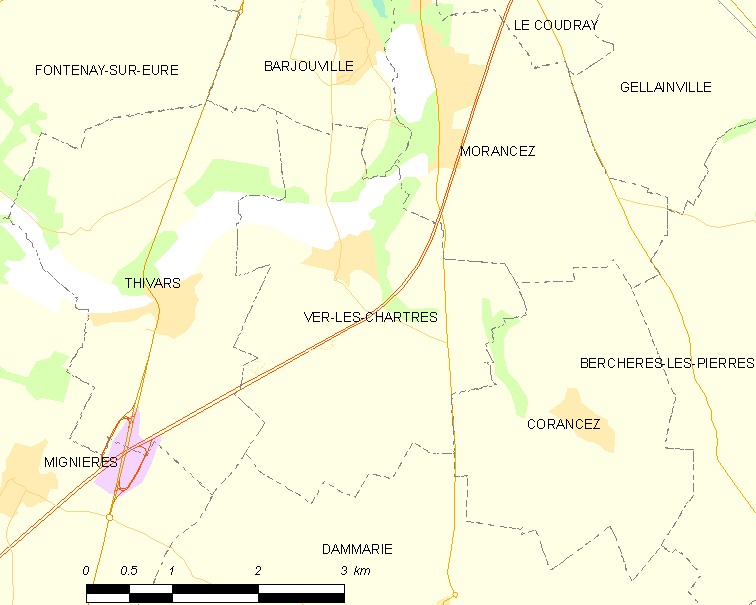
韦尔莱沙特尔的OSM定位图

韦尔莱沙特尔的时区为UTC+01:00、UTC+02:00（夏令时）。

## 行政
韦尔莱沙特尔的邮政编码为28630，INSEE市镇编码为28403。

## 政治
韦尔莱沙特尔所属的省级选区为沙特尔第二县。

## 人口

1962-2008年间韦尔莱沙特尔人口变化图示

韦尔莱沙特尔于2022年1月1日时的人口数量为776人。